# Zulaika
Zulaika is een Curaçaose jeugdfilm, naar een scenario van schrijfster Milushka Birge en geproduceerd door Norman de Palm in samenwerking met stichting Luna Blou, stichting Aves Nederland en omroepvereniging TROS te Nederland. De film is in 2002 in zeer korte tijd opgenomen en duurt 80 minuten. Zulaika is de eerste Curacaose jeugdspeelfilm die volledig in het Papiaments (en wat Nederlands) is gesproken. De ondertiteling is wel in het Nederlands.

## Verhaal
Het verhaal speelt zich af in de wijk Weto waar Zulaika zich inzet om haar grootmoeders winkeltje van de ondergang te redden. Zonder de inkomsten van de winkel heeft ze geen schoolgeld en kan ze het schooljaar niet afmaken. Met fantasie, doorzettingsvermogen en humor weet Zulaika de winkel te redden. De film geeft een poëtisch beeld van een wereld waarin liefde, loyaliteit en optimisme centraal staan. Oma en kleindochter Zulaika zijn onafscheidelijk en hun dagelijks leven vormt het hart van de film.

## Productie
Uit de 87 jongeren die voor auditie kwamen was Shurmaily Martina vrijwel unaniem uitgekozen om de belangrijkste rol te vertolken. De alom bekende actrice Mila Palm kreeg de rol van de oma toebedeeld. Ook Roy Colastica, Jessica Damon, Gilbert Sparen, Laura Quast en Vincent Jong Tjien Fa vormden een deel van de cast. Izaline Calister zong 3 liederen waaronder de themesong en de filmmuziek is gecomponeerd door Randal Corsen. De Papiamentse vertaling is van Nydia Ecury.
De filmcrew van Zulaika was deels van Curaçao en deels uit Nederland. Producent Norman de Palm, scenarioschrijfster Milushka Birge, uitvoerend producent Anja Steffens, samen met regisseur Diederik van Rooijen (won de eerste prijs voor NPS in Nederland), Lennert Hillige als cameraman en 4 andere technici vormden het team. In totaal participeerden 250 mensen en één leguaan in de film. 
De film laat vele locaties zien, zoals Weto waar de familie Anita goedkeuring gaf om hun woning om te laten bouwen tot oma's huis en winkeltje. De Johan Van Walbeeck school komt uitgebreid in beeld en op de groente en fruitbarkjes in Punda koopt oma de vis die ze in de wijk Groot Kwartier later verkoopt. Meerdere lokale sponsoren hebben bijgedragen aan het tot stand komen van deze film Daarnaast waren er verscheidene andere bedrijven, restaurants, ouders van de kinderen die meehielpen met transport en vrijwilligers die op een of andere manier hun bijdrage leverden.
De film heeft op Curaçao gedraaid bij Teatro Luna Blou en in The Movies waar deze 15.000 bezoekers trok. Shurmaily Martina is op Curaçao gehuldigd als de jongste filmactrice van Curaçao. De film is tevens uitgebracht in Trinidad (2003), Suriname (2004), Sint Maarten (2004) en Nederland (2003-04) waar het onder andere heeft meegedraaid in het Cinekid-festival in 15 verschillende steden.